# Rivendicazioni territoriali nell'Artide

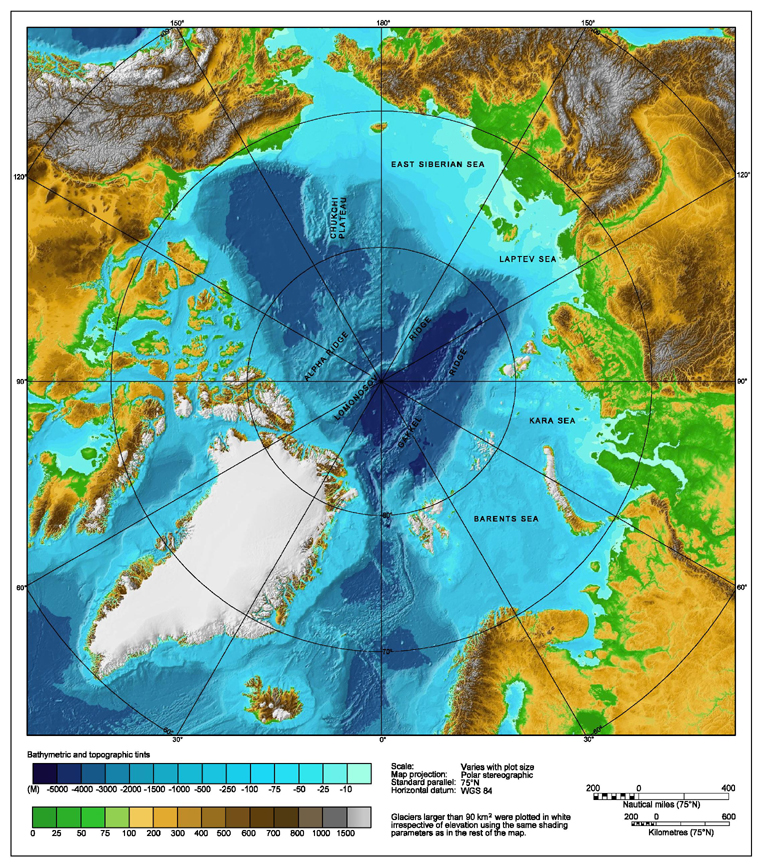
Topografia e batimetria dell'Artide

L'Artide include porzioni di terraferma, acque territoriali e acque internazionali note come "Alto mare". Tutta la terraferma e le acque territoriali appartengono a uno dei cinque stati dell'Artide: Canada, Norvegia, Russia, Danimarca (tramite la Groenlandia) e Stati Uniti. Le regole del diritto internazionale si applicano a quest'area allo stesso modo che per le altre porzioni del globo terrestre.
Secondo il diritto internazionale, le acque internazionali, inclusi il Polo Nord e l'Oceano Artico che lo circonda, non appartengono a nessuna nazione. I cinque stati rivieraschi del Mar Glaciale Artico beneficiano della sovranità sulle risorse naturali in una zona economica esclusiva di 200 miglia nautiche (370 km; 230 mi) di distanza dalla costa. Le acque al di là dei questo limite sono considerate come "alto mare" (acque internazionali). Il fondale marino non incluso nella zona economica esclusiva o nelle rivendicazioni per l'estensione della piattaforma continentale, è considerato "patrimonio comune dell'umanità" ed è amministrato dall'Autorità Internazionale per i Fondali Marini dell'ONU.
A seguito della ratifica della Convenzione della Nazioni Unite sul Diritto del Mare (UNCLOS), ogni paese ha a dieci anni per formulare una rivendicazione e per estendere la propria piattaforma continentale di fronte alla Commissione per i Limiti della Piattaforma Continentale (CLCS). In caso di convalida da parte della Commissione, al paese sono garantiti diritti esclusivi sulle risorse presenti sul fondale o nel sottosuolo dell'area facente parte dell'estensione. Norvegia, Russia, Canada e Danimarca hanno tutti finanziato progetti per la raccolta di dati in grado di  sostenere le loro rispettive rivendicazioni per un'estensione della piattaforma continentale oltre il limite di 200 miglia della zona economica esclusiva. Gli Stati Uniti non sono parte della Convenzione in quanto pur avendo posto la firma sul trattato, non lo hanno ancora ratificato.
Lo status di alcune porzioni dell'Oceano Artico è oggetto di dispute. Canada, Danimarca, Norvegia, Russia e Stati Uniti reclamano la loro sovranità su alcune zone marittime considerandole acque territoriali o acque interne. Esistono altresì delle dispute per quanto riguarda lo status di alcuni stretti e rotte marine e i diritti di passaggio attraverso di essi. Esistette anche una disputa minore riguardo all'Isola Hans tra Canada e Danimarca dovuta alla sua posizione nel mezzo di uno stretto internazionale risolta poi nel 2022.